# 田中安定
田中 安定（たなか やすさだ）は、大和国宇陀松山藩年寄。

## 家系
田中家は、遠祖を清和源氏新田氏と称する。織田信雄に中老として仕えた田中清安を初代とし、清安の子宗興、宗興の子宗氏と代々重臣として織田家に仕えた。

## 生涯
寛永18年（1641年）、宇陀松山藩中老田中宗興の子として生まれる。延宝7年（1679年）、兄宗氏の隠居により、家督と知行650石を相続。中老として藩主長頼、信武に仕えた。
元禄5年（1692年）、家老生駒則親、生駒正純、中老生駒玄矩、組頭大野忠友の重臣5名により、藩主信武の寵臣で、権勢を振るう組頭中山正峯を、公金横領による不正蓄財で訴えるも、信武により退けられる。元禄7年（1694年）9月29日、則親の家督を相続していた家老生駒則正と共に再び正峯を訴え、怒った信武により殺害された。同日、養子市之丞も切腹して家名断絶となる。
この騒動は幕府の耳に入ることとなり、信武は重臣2名の処分の申し開きが出来ずに、同年10月30日、自害してしまう。信武の家督を相続して藩主となった信休は、幕府に騒動の責めを問われ、8000石を減封され、丹波国柏原藩に転封となった。このお家騒動は、宇陀崩れと呼ばれる。